# Лушниково (Свердловская область)
Лушниково или Лушникова — упразднённая деревня в Гаринском районе Свердловской области России.

## Географическое положение
Располагалась на правом берегу реки Тавда у места впадения в неё ручья Папуя в 89 км к северо-западу от села Таборы и в 321 км к северо-востоку от Екатеринбурга.
Близлежащие населённые пункты: Михайловка, Ананьевка, Солдатка, Назарово.